# Robert Edward Edmondson
Robert Edward Edmondson (1872 à Dayton, Ohio – 1959) est un journaliste et essayiste américain connu pour ses théories du complot antisémites et sa lutte contre la fluoration de l'eau aux États-Unis.

## Biographie
Il fut accusé, en juin 1936 de diffamations antisémites.
Il fut accusé de conspiration pour abattre le gouvernement des États-Unis en 1944 lors du complot antisémite Great Sedition Trial of 1944 en vertu du Smith Act avec George Sylvester Viereck, Lawrence Dennis, Elizabeth Dilling, William Dudley Pelley, Joe McWilliams, Gerald Winrod, William Griffin, Prescott Freese Dennett, ainsi qu'en son absence Ulrich Fleischhauer (en).
Les autorités estimaient qu'il était un espion de l'Allemagne Nazi.

## Thèses
Il prétend que le décès subit de Louis Thomas McFadden dans un restaurant est dû à un empoisonnement, comme l'aurait témoigné le médecin qui lui administra les premiers secours.

## Publications
Les publications de Robert Edward Edmonson reflètent sa crainte du communisme, son antisémitisme et son intérêt pour les théories du complot.
- I Testify: Amazing memoir-exposure of international secret war-plotting. Bend, OR: Author, 1953. première publication, republié sous un autre nom en 1981 par Eustace Mullins.
- The rape of the press; American free speech subversion unmasked. Democracy propaganda fraud "exploded". Bend, OR: Author, 1954. 39 p.
- Is Your Name on "the Red Death List? " the Vigilantes May Know Who is to Be "Liquidated" First By Communist Shock Troops, Now Ready to Act-"Liberty" Warns, 1939.
- "Anti - Semitic" causes of today: A politico-economic, not a religious or racial problem, 1937.
- Why twenty Oregon cities rejected fluoridation in 1956, 1957.
- Vengeance versus justice;: [report on the "mass sedition case", a communistic prosecution of anti-Communists, 1945.
- A church promissory "manifesto to the Jews": (with misleading statistics) entangles ministers : Rev. Keith Brooks of Los Angeles, with orther ... is politico-economic instead of religious, Sons of Liberty, 1981.
- The damning parallels of the Protocol "forgeries" as adopted and fulfilled in the United States by Jewish-radical leadership: A diabolical capitalist-communist alliance unmasked
- A church promissory "manifesto to the Jews": (with misleading statistics) entangles ministers : Rev. Keith Brooks of Los Angeles, with orther ... is politico-economic instead of religious, Sons of Liberty, 1981.
- The greatest war in history now on! International Jewish system against national patriotism, avec Henry Hamilton Beamish et  Adrien Arcand, New York, 1937.
- The Jewish system indicted by the documentary record, 1937.
- The National Citizen Force Bill (Mr Will Thorne, M.P.): An appreciation & explanation, Twentieth Century Press (1908)
- John Bull's army from within: Facts, figures, and a human document from one who has been "throught the mill", Unwin, (1907)